# An-Nuway'imah
Al-Nuway'imah (àrab: النويعمه, an-Nuwayʿima) és un municipi palestí en la governació de Jericó a l'est de Cisjordània, situat 5 km al nord de Jericó. Està situat en una elevació baixa per sota del nivell del mar, al centre de la vall del Jordà. El poble compta amb una escola primària i una de secundària.

## Història
El el cens de 1945, la població del municipi era de 240 habitants i tenia jurisdicció sobre 52.600 dúnams de la terra. Segons l'Oficina Central Palestina d'Estadístiques tenia una població d'aproximadament 1.170 habitants a mitjans de 2006.
An-Nuway'imah és un dels pocs pobles a la vall del Jordà que té accés a aigua de manantial. La deu propera és clau per a l'economia del poble, ja que es basa en l'agricultura com a principal font d'ingressos i aliments. Els cultius més conreats són banana i verdures. Anteriorment, l'aigua del Wadi Nuway'imah es canalitzava a través de tubs oberts que eren vulnerables a la contaminació i la pèrdua d'aigua, però el American Near East Refugee Aid ha finançat un projecte de 233.000 $ per protegir les canonades. Actualment l'aigua de la deu d'aigua és canalitzada a la població a través de canonades soterrades i tancades i s'utilitza per a múltiples propòsits.